# Klaus von Dohnanyi

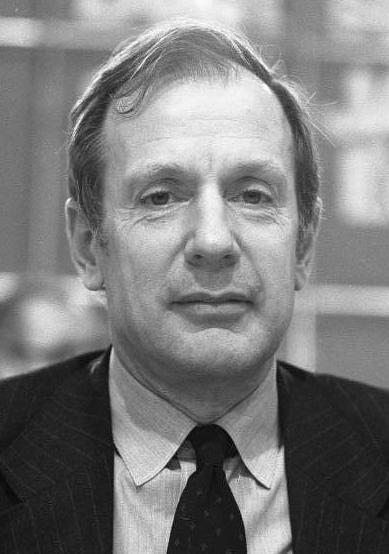
Klaus von Dohnanyi (1978).

Dr Klaus von Dohnanyi (*23 de junio de 1928, Hamburgo) es un abogado y político alemán miembro del Partido Social Demócrata que fue alcalde de Hamburgo (1981-88). 

## Familia
Nieto del compositor húngaro Ernst von Dohnányi y del psiquiatra prusiano Karl Bonhoeffer y tataranieto del teólogo Karl von Hase.
Dr. von Dohnanyi es hijo de Hans von Dohnanyi y Christine Bonhoeffer y sobrino del mártir cristiano Dietrich Bonhoeffer. 
Su hermano menor es el célebre director de orquesta Christoph von Dohnányi. 
Casado con la escritora Ulla Hahn, su hijo Johannes von Dohnanyi (*1952) es un conocido investigador, periodista y escritor.

## Trayectoria
Nacido en Hamburgo, creció en Berlín y Leipzig. Entre 1938-40 asistió a la Escuela Thomas de Leipzig y entre 1940-44 al Gymnasium Benedictino de Potsdam. 
En 1944- a los 15 años - fue reclutado como soldado en los últimos tramos de la Segunda Guerra Mundial. 
Su padre Hans von Dohnanyi fue ahorcado en el campo de concentración de Sachsenhausen por ayudar a familias judías a escapar a Suiza en la Operación 7 y conspirar contra Adolf Hitler en el atentado del 20 de julio de 1944, al igual que sus tíos Rüdiger Schleicher y Klaus Bonhoeffer.
Al finalizar la guerra estudió legislación a partir de 1946 graduándose en 1949 con su tesis „Die Grundstücksteilung – Erscheinungsform und Rechtsfolgen nach geltendem Recht“. 
Estudió leyes en la universidad de Múnich, Columbia, Stanford y Yale, iniciando su carrera en el Instituto Max Planck de leyes civiles.
Trabajó para la compañía Ford, en Detroit y Colonia entre 1954-56 y en el Instituto muniqués de Desarrollo entre 1960-67.
En 1969 fue elegido para el Bundestag por el estado de Renania del Norte Westfalia hasta 1981. 
En 1981 fue elegido alcalde de la ciudad de Hamburgo, sirviendo por dos mandatos entre el 1981 y 1988.
Después de la caída del Muro de Berlín trabajó en la reunificación alemana y la reestructuración de la ex RDA. 
En reconocimiento a su labor, el senado hamburgués le otorgó en 2003 la Medalla de Burgomaestre.

## Literatura
- Jochen Thies: Die Dohnanyis. Eine Familienbiografie. Propyläen Verlag, München 2004.

- Marikje Smid: Hans Dohnanyi – Christine Bonhoeffer. Eine Ehe im Widerstand gegen Hitler. Gütersloher Verlagshaus, Gütersloh 2002, ISBN 3-579-05382-5.